# 国府達矢
国府 達矢（こくふ たつや、1973年3月28日 - ）は、日本の歌手、作詞・作曲家である。京都府京都市左京区出身。

## 経歴
1973年3月28日、京都府京都市左京区の「哲学の道」に近い場所で生まれる。6歳まで京都府で、18歳まで奈良県で過ごし、その後、大阪府へ移り住む。1989年、本格的に作曲活動を開始。1993年に上京した。
1996年、Mix Love Juiceとして、6曲入りミニ・アルバム『SPLAY』でインディーズ・デビュー。
その後、MANGAHEADに改名し、1999年1月1日にシングル「Lines」でメジャー・デビュー。同年、シングル「アルハズノモノ」と「LIVE LIKE」、アルバム『THE PLANET OF MANGAHEAD』をリリースした。2000年、『AMON デビルマン黙示録』のサウンドトラック『AMON-デビルマン黙示録 SOUND EDITION』をリリースした。
2003年、本人名義でアルバム『ロック転生』をリリース。同作は七尾旅人の3枚組アルバム『911 FANTASIA』に大きな影響を与えた。
2007年以降、国府はSalyuへの楽曲提供を行っており、Salyuのアルバム『s(o)un(d)beams』には作詞で参加している。
2011年、ロックブッダとしてタワーレコード限定発売シングル『+1Dイん庶民』をリリース。
2018年、本人名義で15年ぶりのアルバム『ロックブッダ』をリリースした。2019年、アルバム『スラップスティックメロディ』と『音の門』を2枚同時にリリースした。

## ディスコグラフィー

### シングル
| シングル | 発売日        | タイトル       | 規格品番  | 名義         |
| -------- | ------------- | -------------- | --------- | ------------ |
| 1st      | 1999年1月1日  | Lines          | AICT-1023 | MANGAHEAD    |
| 2nd      | 同年4月21日   | アルハズノモノ | AICT-1053 | MANGAHEAD    |
| 3rd      | 同年7月23日   | LIVE LIKE      | AICT-1105 | MANGAHEAD    |
| 4th      | 2011年5月18日 | +1Dイん庶民    | RFRN-6    | ロックブッダ |

### 参加作品
Salyu
- 「LIBERTY」（2007年10月17日、TFCC-89220）
  - 「LIBERTY」 - 作曲。
- 「Iris 〜しあわせの箱〜」（同年11月28日、TFCC-89226）
  - 「WHEREABOUTS 〜for Anthony〜」 - 作曲。
- 「EXTENSION」（2009年8月19日、TFCC-89284）
  - 「EXTENSION」
  - 「アイ（I）」
  - 「ROSE」の3曲を作曲。
- 『MAIDEN VOYAGE』（2010年3月24日、TFCC-86324）
  - 「L.A.F.S.（Love At First Sight）」 - 作曲、編曲。
  - 「cruise」 - 作曲、コーラス。
  - 「BIRTHDAY」 - 作曲。
  - 「VOYAGE CALL」 - 作曲、ギター。
- 「LIFE」（同年8月25日、TFCC-89311）
  - 「タングラム」 - 作詞、作曲、編曲、コーラス。
- 『s(o)un(d)beams』（2011年4月13日、TFCC-86345）
  - 「muse'ic」
  - 「s(o)un(d)beams」の2曲を作詞。

七尾旅人
- 8thアルバム『Long Voyage』（2022年9月14日、PECF-1191）
  - 初回盤の特典に付属の「Broken Tapes 2022.7.26」（カセットテープ）に、制作した音の断片を収録。

## ミュージックビデオ
| 監督     | 曲名                              |
| 小田雄太 | 「薔薇」（ロックブッダ）          |
| 黒柳勝喜 | 「青の世界」                      |
| 北岡一哉 | 「LIVE LIKE」（MANGAHEAD）        |
| qm       | 「祭りの準備」「日捨て」          |
| 須永秀明 | 「Lines」（MANGAHEAD）            |
| 中野裕之 | 「アルハズノモノ」（MANGAHEAD）   |
| 山田大輔 | 「目のまえのつづき」（MANGAHEAD） |

- ミュージックビデオ以外に「森、道、市場2018[7]」や、TOKYO MX「ミュージック・モア（2020年2月15日放送）[8]」にて披露したライブ映像も公開されている。